# Brachyiulus dentatus
Brachyiulus dentatus är en mångfotingart som beskrevs av Karl Wilhelm Verhoeff 1898. Brachyiulus dentatus ingår i släktet Brachyiulus och familjen kejsardubbelfotingar. Inga underarter finns listade i Catalogue of Life.